# دریاچه پارک ملی مانیارا
دریاچه پارک ملی مانیارا (انگلیسی: Lake Manyara National Park) منطقه‌ای حفاظت‌شده واقع در تانزانیا، استان آروشا و استان مانیارا است 